# Gema Díaz Villegas
María Gema Díaz Villegas (Renedo de Piélagos,  Cantabria, 10 de julio de 1948-Santander, 11 de noviembre de 2023) fue una política española. Fue la primera senadora democrática cántabra (1995-2003)y diputada regional del Partido Popular en el Parlamento de Cantabria.

## Biografía
Nacida en el municipio cántabro de Piélagos, donde su familia regentaba una farmacia.
Comenzó su carrera política en el Ayuntamiento de Piélagos (1983-1999) como concejala y primera teniente de alcalde, y la prosiguió como diputada regional del Parlamento cántabro (1987).Fue miembro del Comité Ejecutivo Regional del Partido Popular, responsable del Comité Electoral Regional y presidenta del partido en Piélagos.
Desde allí se trasladó a Madrid para ser Senadora por Cantabría en tres legislaturas (1995-2003),y regresó de nuevo al parlamento de Cantabria (2003-2007).
El 8 de septiembre de 2023 fue la pregona de las fiestas de la Virgen de Valencia, patrona del municipio de Piélagos.
Tras su fallecimiento, el Ayuntamiento la nombró Hija Predilecta de Piélagos, a título póstumo, decretando además dos días de luto oficial.